# Iskra Dimitrova
Pour les articles homonymes, voir Dimitrov.
Iskra Dimitrova (en macédonien : Искра Димитрова), née à Skopje en 1965, est une artiste multimédia macédonienne.
Ses œuvres explorent l’expérience du corps humain en relation avec l’identité et son environnement, en mettant l’accent sur l’intimité et les significations ambiguës entre différents espaces. Le plus souvent, elle est le sujet de ses propres œuvres. Bien qu'elle ne se considère pas comme une artiste féministe au sens traditionnel du terme, elle considère sa féminité comme l'un des aspects clés de sa propre identité parmi tant d'autres.
Ses œuvres ont été exposées dans de nombreux endroits à travers le monde, notamment en Macédoine du Nord et dans d'autres pays de l'ex-Yougoslavie, aux États-Unis, au Royaume-Uni, en Allemagne, en Autriche, en République tchèque, en Italie, en Grèce, en Albanie et au Japon,.

## Biographie
Iskra Dimitrova naît en 1965 à Skopje, la capitale de la Macédoine du Nord. Elle obtient une licence en philosophie en 1988 puis un Bachelor of Fine Arts en sculpture à l'Université Saints-Cyrille-et-Méthode de Skopje en 1990,.
En 1993, elle part en voyage d'études aux États-Unis. Peu de temps après, elle retourne en Macédoine du Nord et s'établit comme artiste : elle vit et travaille à Skopje.
Elle présente son travail lors d'expositions personnelles et d'installations à Skopje, Vršac (en Serbie), Zagreb (Croatie), Rochdale (Royaume-Uni), Tokyo (Japon), Yokohama et Madison (États-Unis) ainsi que dans des expositions collectives internationales telles que la Biennale de Venise (1999), Maribor, Sélestat, Thessalonique, Larisa et Providence.

## Œuvre
Artiste multimédia, Dimitrova utilise différents médiums et styles, les combinant souvent dans une installation ou une série d'expositions. À différents moments, elle a utilisé la sculpture et d’autres arts plastiques, des jeux de lumière et des projections vidéo, la photographie, la poésie, des stimuli auditifs et des performances. Quelle que soit leur forme, ses œuvres ont tendance à être abstraites et minimalistes. De nombreuses œuvres de Dimitrova mettent l’accent sur l’expérience de l’observateur qui voyage d’une exposition à l’autre dans une séquence narrative. Par l’utilisation du mouvement et de l’ambiguïté, Dimitrova encourage la relation entre le corps humain et les espaces physiques et émotionnels qu’il habite. Dimitrova tente de faire vivre au spectateur une interaction personnelle avec des sensations symboliques et du mystère,.
L’imagerie corporelle est présente dans de nombreuses œuvres de Dimitrova. Dans la plupart des cas, elle utilise son propre corps comme moule ou comme sujet d’exposition. Le corps humain sert d’instrument pour interroger les perceptions humaines du monde. Par l’interaction de multiples médiums, le corps devient un véhicule pour démontrer la transformation physique et symbolique. Dimitrova a déclaré que l'utilisation de son propre corps crée un lien intime avec son art, au point que son art en vient à la représenter en tant qu'individu.
Dimitrova est également connue pour utiliser son travail à des fins militantes. Dans le cadre de son intérêt pour les frontières et les relations dualistes, elle a réalisé plusieurs pièces concernant la dynamique entre la nature et l’humanité. Elle s’est concentrée sur la détérioration écologique due au développement urbain, en particulier dans son pays d’origine. Dans Faith, Hope, Love (Foi, Espérance, Amour, 2014), Dimitrova a planté plusieurs saules dans la rivière Vardar à Skopje. À travers ses œuvres, elle postule que la culture humaine et la nature sont étroitement liées, plutôt que séparées, appelant à reconsidérer la façon dont les humains perçoivent les environnements écologiques à travers les valeurs titulaires. Le slogan « Foi, Espérance, Amour » a été attaqué par plusieurs médias et par des politiciens, mais il est resté en place dans le cadre du projet d’infrastructure « Skopje 2014 ».

## Expositions
Dimitrova a organisé de nombreuses expositions personnelles et a participé à de nombreuses expositions collectives à travers le monde,.